# Micromesistius
Micromesistius es un género de peces de la familia Gadidae, del orden Gadiformes. Este género marino fue descrito científicamente en 1863 por Theodore Gill.

## Especies
Especies reconocidas del género:
- Micromesistius australis Norman, 1937
- Micromesistius poutassou (A. Risso, 1827)